# Paul Ricken
Paul Ricken (Duisburg, 27 de julio de 1892 – Düsseldorf, 24 de octubre de 1964) fue SS-Hauptscharführer y miembro del personal del campo de concentración de Mauthausen. 

## Biografía
Paul Ricken vivía en Essen-Rellinghausen, de profesión era profesor de educación artística y profesor. Se unió al NSDAP en 1932 y a las SS en 1935 (con número de identificación 291617). En agosto de 1939 comenzó su servicio en el campo de concentración de Mauthausen. Ricken trabajó allí en el servicio de identificación y contabilidad hasta febrero de 1944. Los reclusos fueron fotografiados en el servicio de detección. Ricken documentó la vida del campamento y escenificó escenas que no reflejaban la vida cotidiana. También se encargó de documentar los llamados intentos de fuga. Francisco Boix, un recluso que ayudó a la identificación por su trabajo como fotógrafo durante la Guerra Civil Española, junto con otros reclusos, escondieron negativos de fotografías. Tras la liberación, Boix recogió el material y testificó ante el tribunal cómo se escenificaban las fotos. Por otro lado, los negativos robados también probaron que Albert Speer vio el interior de un campo de concentración: Speer había estado en el campo de concentración de Mauthausen.
En 1944 o 1945, Paul Ricken fue transferido al campo satélite de Leibnitz, donde fue director adjunto del campo. Fue responsable de la marcha de la muerte de Leibnitz a Ebensee. Tras el final de la guerra fue condenado a cadena perpetua por el Tribunal Militar Estadounidense de Dachau en el juicio contra la ocupación de Mauthausen-Gusen ( EE. UU. contra Eduard Dlouhy y otros) como parte de los juicios de Dachau. El 29 de noviembre de 1954, fue puesto en libertad condicional de la prisión de Landsberg.